# Perieodrilus montanus
Perieodrilus montanus är en ringmaskart som först beskrevs av Benham 1903.  Perieodrilus montanus ingår i släktet Perieodrilus och familjen Acanthodrilidae. Inga underarter finns listade i Catalogue of Life.